# Daniel Mijic
Daniel Mijic (* 1969 in Ravensburg) ist ein deutscher Künstler.

## Leben
Mijic absolvierte von 1990 bis 1993 in Herrenberg eine Steinmetzlehre und studierte von 1997 bis 2004 in Stuttgart Bildhauerei bei Dorothea Schulz, Werner Pokorny und Micha Ullman. Danach wurde er Lehrer für Siebdruck an der Akademie der Bildenden Künste Stuttgart. 1999 gründete er mit Michelin Kober, Anna-Lisa Cardinale, Konrad Sedlar und Daniel Sigloch die Gruppe Filderbahnfreundemöhringen FFM, die seit 2000 den Ausstellungsraum Gästezimmer hat.
Mijic thematisiert vor allem Begegnungen und Interaktionen zwischen Mensch und Tier oder Tier und Tier, die er z. B. in Videoinstallationen präsentiert. Er lebt und arbeitet in Stuttgart. 2006 erhielt er ein Stipendium der Kunststiftung Baden-Württemberg.

## Ausstellungen (Auswahl)
- Galerie im Kornhauskeller, Ulm, 2000
- Klosteranlage Obermarchtal, 2000
- Galerie im Alten Rathaus, Maichingen, 2001
- Städtische Galerie Villingen-Schwenningen, 2001
- Haus der Wirtschaft, Stuttgart, 2002
- Villa Jauss, Oberstdorf, 2002
- Galerie Contact, Böblingen, 2003
- Württembergischer Kunstverein, Stuttgart, 2004
- Gradska biblioteka, Subotica, 2005
- Akademie der Diözese Rottenburg-Stuttgart, Weingarten, 2005
- Akademie der Bildenden Künste, Stuttgart, 2005
- Kunsthalle Göppingen, 2005
- Hagenbucher, Heilbronn, 2007
- Kreis Galerie, Nürnberg, 2008

| Personendaten    | Personendaten      |
| ---------------- | ------------------ |
| NAME             | Mijic, Daniel      |
| KURZBESCHREIBUNG | deutscher Künstler |
| GEBURTSDATUM     | 1969               |
| GEBURTSORT       | Ravensburg         |